# Lamego
Lamego är en stad och kommun i norra Portugal i distriktet Viseu.

## Freguesias
Lamego är indelat i 18 freguesias (kommundelar):

- Avões
- Bigorne, Magueija e Pretarouca
- Britiande
- Cambres
- Cepões, Meijinhos e Melcões
- Ferreirim
- Ferreiros de Avões
- Figueira
- Lalim
- Lamego (Almacave e Sé)
- Lazarim
- Parada do Bispo e Valdigem
- Penajóia
- Penude
- Samodães
- Sande
- Várzea de Abrunhais
- Vila Nova de Souto d'El-Rei

## Stadsbild
Orten ligger i ett kulligt landskap och den gamla staden kännetecknas av smala gränder med flera fontäner. Omkring 2020 hade kommunen ungefär 10 000 invånare. Lamego har en domkyrka och ett stadsmuseum. En stor cistern som finns i orten erbjöd under belägringar vatten åt invånarna. På en kulle i stadens kant ligger en borg som byggdes av morer i romansk stil. Den från början enkla katedralen fick 1129 ett klocktorn som kritiserades för mörket. Mellan 1508 och 1515 byggdes fasaden i gotisk stil med utsmyckningar som föreställer änglar, djur och växter. En korsgång från renässansen innehåller en liten trädgård. Byggmästaren Nicolau Nasoni tillfogade senare en värdefull interriör. En annan kyrka är vigd åt Recepternas himmelska moder och ett ofta besökt mål under religiösa resor. I Lamegos norra del ligger kyrkan Santa Maria de Almacave. Namnet kommer från arabiska där al macab betyder "de dödas rike". Varför namnet valdes är oklart. När kyrkan uppfördes är inte dokumenterad.

## Historia
Lamego blev under 500-talet biskopssäte när Visigoter och Sveber dominerade i regionen. Året 1143 bekräftades i samband med en församling i orten Alfons I som Portugals första kung (enligt legenden i kyrkan Santa Maria de Almacave). Källäget som bekräftar denna uppgift är däremot omstritt. Vid sluttningarna kring staden odlades en sött starkvin som blev känt som portvin. Lamgo blev även med hjälp av judar som bosatte sig i orten ett handelscentrum.